# Yo, Claudio (miniserie)
Yo, Claudio (en inglés I, Claudius)  es una miniserie británica de televisión producida y emitida por la BBC en 1976. Se trata de una adaptación de las novelas Yo, Claudio y Claudio, el dios, y su esposa Mesalina, de Robert Graves. Esta miniserie fue creada por Jack Pullman, quien escribió el guion de los trece episodios. Se muestra en ella la vida de la Dinastía Julio-Claudia desde el primer principado de Octavio Augusto hasta los últimos días de Claudio desde el punto de vista de este último, que ha escrito su autobiografía. Los personajes principales fueron interpretados por actores del teatro shakespeariano, y destacan las actuaciones de Derek Jacobi (Claudio), Siân Phillips (Livia), John Hurt (Calígula) y Brian Blessed (Augusto).
La miniserie fue rodada en vídeo, en una escenografía teatral y sin exteriores.

## Argumento
Tiberio Claudio César Augusto Germánico, más conocido como Claudio, es el cuarto emperador del Imperio Romano. Está casado en cuartas nupcias con su sobrina Agripina la Menor y sospecha que su mujer quiere envenenarle para que su hijo Nerón le reemplace como emperador. Por ello, decide contar la historia de su vida, desde el reinado de sus abuelos Augusto y Livia hasta su nombramiento como emperador, pasando por los gobiernos de su tío Tiberio y su sobrino Calígula.
Claudio es nieto de Livia, la tercera esposa de Augusto, el que fue primer emperador de Roma. Livia, de su anterior marido, había tenido un hijo que va a ser el emperador Tiberio y otro que nacerá durante el matrimonio con Augusto el general Druso, padre del protagonista, ambos adoptados por Octavio. Claudio, además, tiene un hermano al que le une un gran afecto: Germánico, padre del emperador Calígula.
Tartamudo, cojo y medio sordo, Claudio es considerado, por el pueblo en general y su familia en particular, como un inepto. La historia comienza narrando la rivalidad entre el veinteañero Marcelo, el hijo de Octavia al que muchos consideran el nuevo emperador, y Marco Vipsanio Agripa, amigo y compañero de batallas del emperador Augusto. Marcelo cree que Agripa es su rival en la sucesión del emperador y los partidarios de unos y otros pelean en las calles. La historia llega hasta tal punto, que Marco Vipsanio Agripa decide mudarse a la isla de Lesbos, excusándose con una mentira ante su amigo el emperador. Lo que no imagina es que poco después Marcelo fallecerá y que el propio Augusto, aconsejado por su esposa, le solicitará que vuelva a Roma. Y lo hará por la puerta grande: casándose con Julia, la hija de Augusto. 
Pero Livia aspira a continuar gobernando todo el Imperio en caso de que su marido fallezca antes que ella y para ello necesita asegurarse que su hijo Tiberio suceda a Augusto. Es entonces cuando comienza a deshacerse de todos aquellos que puedan interponerse entre Tiberio y Augusto, incluyendo a su propio hijo Druso, el padre de Claudio, que alberga ideas republicanas. Sin embargo, Livia no considera que su nieto Claudio, tartamudo, cojo, algo sordo y de personalidad enfermiza, pueda representar un riesgo para sus planes. Gracias a eso, el joven Claudio sobrevive en el ambiente tenso y confuso de la corte imperial, repleto de conjuras y asesinatos. Al comprobar esto, Claudio, que no es realmente tonto, decide maximizar sus defectos para evitar ser víctima de los complots de su abuela y sus sucesores. 
En su infancia, el protagonista se educa junto con sus hermanos y primos. Todo cambia cuando reciben en Roma la llegada de un joven judío descendiente de una estirpe de monarcas: Herodes Agripa. 
Tras la muerte de Augusto y durante el reinado de su tío Tiberio, el prefecto de la guardia, Sejano, comienza a imponer un régimen de terror, y acusa de traición a cualquiera que se interponga en sus planes de convertirse en emperador. No obstante, acabará siendo destituido y ejecutado por orden de Tiberio, quien muere poco después y es sucedido por Cayo Calígula, sobrino de Claudio.
El joven emperador se cree un dios y, después de recuperarse de una enfermedad, se hace llamar Zeus mientras que a su hermana, Julia Drusila, con la cual mantiene relaciones incestuosas, la identifica con la diosa Hera. En este período los excesos del soberano y su desequilibrio mental llevan a los aristócratas romanos al temor y la adulación. Finalmente, las excentricidades de Calígula conducirán a un grupo de conspiradores, encabezados por Casio Querea, a matarlo.
Asesinado el emperador, Claudio se esconde detrás de una cortina donde es encontrado por oficiales de la Guardia Pretoriana quienes lo aclaman, pese a su negativa, como nuevo emperador. Una vez investido, Claudio intenta rectificar y reparar la ruina legada por sus predecesores; pero a pesar de ser partidario de la república, jamás llegará a restaurarla. 
Claudio es manipulado por su joven esposa Mesalina, quien abusa de su confianza y emplea su poder y su posición para mantener relaciones clandestinas y, a la vez, obtener beneficios personales.
Entre tanto, Claudio descubre que su antiguo amigo Herodes Agripa ha conspirado para apoderarse de las regiones orientales del Imperio, considerándose a sí mismo el Mesías. Sin embargo, muere antes de llevar a cabo sus planes y, en su carta de despedida, aconseja al emperador que desconfíe de cuantos le rodean. Más tarde, Claudio emprende la conquista de Britania, la que resulta exitosa, sin saber que en su ausencia, Mesalina ha llevado su promiscuidad hasta el extremo de competir públicamente con una reconocida prostituta. Ninguno de los servidores del emperador se atreve, sin embargo, a decirle la verdad hasta el momento en que Mesalina se casa, a espaldas de Claudio, con un aristócrata llamado Apio Silano, con el propósito de usurpar el poder en nombre de su hijo Británico.
Este acto lleva a los libertos de Claudio, Palas y Narciso, a revelarle la verdad por medio de su mejor amiga, una antigua ramera llamada Calpurnia. Claudio queda devastado y los libertos aprovechan su estupefacción para ordenar la ejecución de Mesalina y los demás conspiradores. 
Claudio aparece, entonces, como un anciano vencido que se resigna a su suerte, comprendiendo que su buena administración solo ha logrado que los romanos se acostumbren al régimen imperial. Decide, pues, llevar el régimen a su conclusión dejando el poder a un déspota, para lograr de este modo que los romanos comprendan la necesidad de restaurar la República. Claudio conoce unas profecías sibilinas que habían sido censuradas; en ellas se auguraba el reinado de Tiberio, el de Calígula y su trágica muerte, la ascensión de Claudio como emperador y su muerte a manos de Agripina la Menor, y el excéntrico reinado de Nerón. Con este fin acepta casarse con su sobrina Agripina la Menor, hermana de Calígula, una mujer, tan perversa como Livia, que hará lo imposible para asegurarse de que su hijo Nerón sea el sucesor.
Su plan es que sea su propio hijo Británico (a quien ha tratado con indiferencia) quien restablezca la República pero, cuando dialoga con él, descubre que tampoco desea el antiguo sistema político y le pide que lo nombre su sucesor, argumentando que podrá cuidarse solo de las intrigas de Nerón. Acepta y, convencido de lo inevitable del destino, deja que su esposa lo envenene durante la cena. Agripina y su hijo descubren la autobiografía de Claudio y la queman con desprecio.
Mientras yace en su lecho de muerte, solo, recibe la visita de la Sibila. Ella le revela la futura muerte de Británico, Agripina y Nerón y el futuro de Roma, al tiempo que lo felicita por haber escondido una copia de su escrito.

## Capítulos de la miniserie
I. Un toque de asesinato
En este primer episodio, Claudio se remonta a una época anterior a su nacimiento. Augusto celebra el séptimo aniversario de su victoria en la Batalla de Actium, en la que derrotó a Marco Antonio. Durante la fiesta se ponen de manifiesto las desavenencias entre Marcelo y Marco Agripa, por lo que este último decide irse fuera de la ciudad. Al cabo de poco tiempo, Marcelo cae enfermo y, a pesar de los solícitos cuidados de Livia, muere. Su muerte trastorna profundamente a Octavio Augusto, que veía en Marcelo a su sucesor. En la ciudad se producen unos graves disturbios y Augusto pide ayuda a Agripa para dominarlos. Este, a cambio, quiere casarse con Julia, la hija de Augusto.
II. Asuntos de familia
Nueve años después de que Julia se casara con Agripa, Livia consigue que Tiberio, muy a su pesar, se case con Julia. Druso, que se halla con sus tropas en Germania, envía una carta a Tiberio en la que cuestiona el poder de Augusto. Desafortunadamente la carta es leída en voz alta por Livia ante Augusto y Tiberio. Poco después, Druso muere debido a una grave herida en la pierna producida por una caída. Tiberio empieza a sospechar que su madre tiene algo que ver en esta rápida muerte. Su situación en Roma se hace cada vez más sofocante y sus problemas matrimoniales se agudizan todavía más, llegando a un punto insostenible. 
III. Esperando entre bastidores
Augusto, a pesar de los ruegos de Livia, se mantiene firme en su decisión de mantener a Tiberio fuera de Roma por su mal comportamiento con Julia. Mientras, esta se ha lanzado a una vida desenfrenada y escandalosa, conocida por todos menos por Augusto. Livia pronto se encarga de sacarlo de su ignorancia.
En los jardines de la casa de Augusto sucede un hecho extraordinario: un cachorro de lobo va a parar en brazos de Claudio al caer de las garras del águila que lo llevaba al vuelo. Domitio considera que se trata de una señal premonitoria de los dioses.
IV. ¿Qué hacemos con Claudio?
Augusto y Livia no saben qué hacer con Claudio durante los juegos que se van a celebrar en honor a Druso ya que, como único hijo de este que estará presente, debería sentarse en el palco presidencial junto a Augusto. Augusto le comunica a Póstumo, al que ha adoptado como hijo, su intención de nombrarle su sucesor, pero Livia, que oye la conversación, empieza ya a tramar como deshacerse de él. 
V. El veneno es la reina
Claudio lleva casado un año con Urgunalina y es padre de un niño. Cuando Germánico regresa vencedor de su campaña en Germania, Claudio le relata la verdad sobre la detención de Póstumo y lo que este le había contado: que se trataba de un plan tramado por Livia y que esta había hecho desaparecer a todos los miembros de la familia que se oponían a sus ambiciones. Augusto recapacita y se da cuenta del grave error cometido con Póstumo. Pero Livia no está dispuesta a que Tiberio sea alejado del trono y lo envenena.
VI. Un poco de justicia
Tras la muerte de Octavio Augusto y gracias a la colaboración de Livia, Tiberio se convierte en emperador de Roma. Germánico, enviado por Tiberio a Siria, muere en extrañas circunstancias. El pueblo romano y la mujer de Germánico, Agripina, claman venganza por la muerte de este y solicitan un proceso contrario al gobernador de Siria, Gneo Calpurnio Pisón, y su esposa Plancina, que son acusados de traición y homicidio. El juicio tiene lugar en el Senado Romano. Tiberio preside la audiencia, y Cástor, hijo de este, conduce la acusación. Aunque al principio el emperador apoya al matrimonio. Tiberio se ve finalmente obligado a ceder y abandonarlo a su destino. Sin más bases sobre las que mantener su defensa, Pisón y Plancina piensan en el suicidio, pero una carta sin sello real comprometedora para Livia, y que Pisón amenaza con leer ante el Senado, acelera la tragedia. 
VII. Reina de los cielos
Mientras el emperador Tiberio aumenta su irrefrenable depravación sexual, empujada por el joven Calígula, y ejerce un reinado de injusticia, instigado por la ambición de Sejano, el descontento del pueblo romano aumenta. Sejano y Livila planean envenenar al marido de esta, Cástor, y contraer matrimonio posteriormente. El distanciamiento entre Tiberio y su madre, Livia, es cada vez mayor. Inesperadamente, Claudio recibe una invitación de la ya anciana Livia con motivo de su aniversario. El oculto móvil de esta no es otro que la intención de convertirse en diosa después de su muerte, hecho que ella cree cercano. Durante la celebración del cumpleaños, Claudio consigue averiguar toda la verdad sobre las muertes de su familia de los labios de la propia Livia. Poco después, esta fallece en la cama.
VIII. El reinado del terror
Tiberio se retira a Capri permitiendo así el dominio de su prefecto Sejano en Roma: este destierra a Agripina, a su hijo mayor Nerón y a su otro hijo Druso ("Cástor") lo detiene y mata de hambre, también se divorcia de su esposa y pide a Tiberio casarse con Livila. Tiberio se niega, pues el matrimonio elevaría en rango a Sejano, pero sugiere que podría casarse con la hija de Livila, Helena. Livila intenta envenenar a Helena. Antonia descubre cartas de su hija Livila a Sejano, implicando a ambos en todos los asesinatos y conspiraciones, y manda a Claudio a advertir a Tiberio. Este, aconsejado por Calígula, decide deponer a Sejano, quien es acusado contra el Senado y ejecutado junto a sus seguidores y su familia por Macro, aliado de Calígula. Claudio se salva de esta matanza por ser hijo de Antonia y termina divorciándose de su esposa. Mientras tanto, Antonia encierra en un cuarto a su propia hija Livila y dice que permanecerá allí hasta que muera de hambre.
IX. ¡Zeus, por Júpiter!
Tiberio muere asfixiado por Macro, dejando así como herederos a Calígula y al chico Gemelo. Herodes regresa a Roma a tiempo para la ascensión de Calígula, quien elige a Claudio para ser su cónsul. Calígula muestra signos de inestabilidad mental y cae en coma. Al despertar declara que se convirtió en Zeus. Claudio ve que el Senado, en lugar de deponerlo, acepta sus afirmaciones "divinas". Calígula se vuelve cada vez más violento y loco: obliga a suicidarse a un senador que le dijo a Macro durante el coma de Calígula que daría su vida si este viviera; también en una escena horripilante manda a asesinar a Gemelo, so pretexto de curarlo de la tos, y declara a su hermana Drusilla su diosa-esposa Hera. Disgustada por toda esta depravación, la anciana madre de Claudio, Antonia, se suicida, dejando a Claudio enloquecido. Calígula intenta recrear el nacimiento de Atenea: como Zeus supuestamente hizo con Metis, Calígula corta el vientre de su hermana, devorando a la criatura. El episodio termina con Claudio mirando en estado de shock y horror la habitación.
X. Salve: "¿Quién?"
Claudio vive con Calpurnia, su amiga ex prostituta, comentándole indignado que Calígula convertirá el palacio en un burdel orgiástico y lo nombró a él portero y cobrador. Calígula está totalmente loco: cree ganar una batalla al dios Neptuno, trayendo conchas como botín, baila sin ningún pudor cual divina ninfa-prostituta, nombra senador a su caballo y como cruel broma casa a su viejo tío Claudio, con una hermosa joven llamada Mesalina. Casio, un líder pretoriano del que Calígula se burla continuamente, idea un plan con otros para asesinar al loco emperador. Así, durante los juegos en honor a Augusto, lo engañan alejándolo de sus guardias germanos y lo matan. También asesinan a Cesonia, esposa de Calígula y a su hija. Mientras la Guardia Pretoriana saquea el palacio, encuentran a Claudio oculto detrás de una cortina, pero en lugar de matarlo, lo proclaman Emperador a pesar de él no querer.
XI. La suerte del tonto

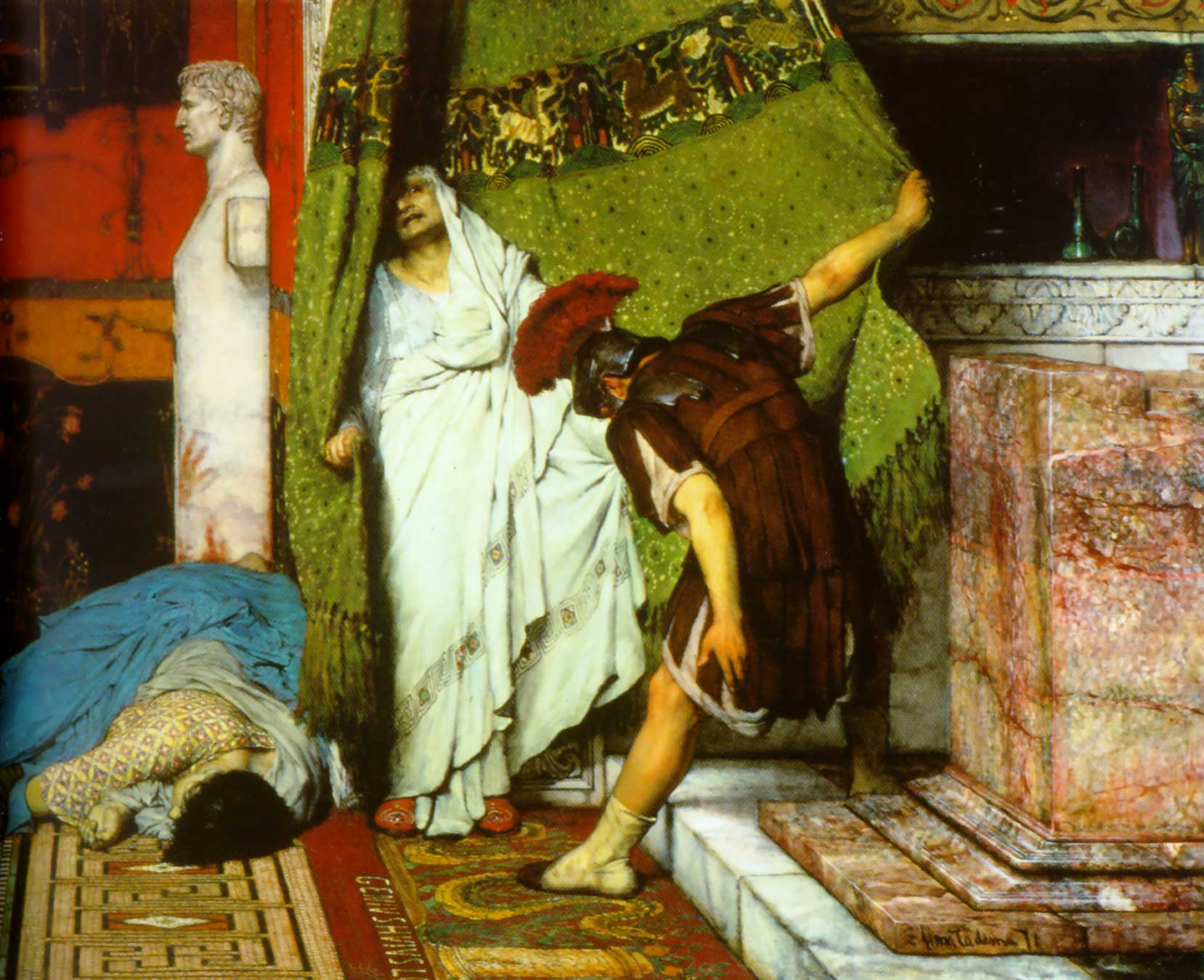
Grato proclama a Claudio emperador: óleo en lienzo de 1871, obra de Lawrence Alma-Tadema.

Herodes convence a Claudio de tomar el poder para impedir la muerte de su familia y una guerra civil. Claudio pide al Senado reconocerlo Emperador. En su primer acto, condena a Casio por el cruel asesinato de Cesonia y su hija. También proclama diosa a Livia. Convertida en madre de los hijos de Claudio, Mesalina pide a este compartir con ella el poder, y que también le ayude el senador Apio Silano. Herodes antes de irse a tomar las tierras que Claudio le dio, le advierte no confiar en nadie.  Mesalina, a pesar de que Silano está casado con su madre, intenta seducirlo, incluso lo engaña diciendo que Claudio está de acuerdo. Silano deseando terminar con la línea de gobernantes depravados, intenta fallidamente matar a Claudio. Silano es condenado a muerte, mientras que la perversa Mesalina convence a Claudio de su propia inocencia.
XII. Un dios en Britania
Mientras Claudio conduce sus tropas a Britania, Mesalina le es infiel hasta el punto de ganarle a una prostituta en un concurso de quién puede tomar más hombres en una noche. Claudio regresa triunfante, y se entera de que su amigo Herodes se cree el Mesías y ha organizado una rebelión contra él, pero Herodes muere sin completar su plan. Claudio es el único que ignora la promiscuidad de Mesalina. Esta y su amante Cayo Silio se casan pensando que Roma los apoyaría restaurando la República. Los siervos Pallas, Narciso y la amiga Calpurnia, le cuentan toda la verdad a Claudio. Al final les cree y manda arrestar a los conspiradores. Claudio se emborracha e imprudentemente firma la ejecución de Mesalina. Al día siguiente, mientras le anuncian a Claudio que Britania le dedicó un templo, él llora porque todos los que ama mueren.
XIII. El viejo rey leño
Claudio ha muerto. Agripina y Nerón encuentran sus escritos y leen como Palas y Narciso discutieron para que el Emperador se casara, al final Claudio se casa con la calculadora Agripina y adopta a su odioso hijo Nerón, haciéndolo rival con Británico (hijo de Claudio) en la sucesión del Trono. Claudio sabe que Nerón lo sucederá, porque así se lo dijo la Sibila, e intentando proteger a Británico planea ocultarlo en Gran Bretaña para que él restaure la República, pero Británico se niega. Claudio, listo para su muerte, come voluntariamente un hongo envenenado del tenedor de su esposa. Agripina y Nerón queman los escritos de Claudio. Al final la Sibila se aparece al cuerpo de Claudio diciéndole que ya hay que partir,  revelándole que Británico, Agripina y Nerón morirán violentamente, que la República no será restaurada y que los siguientes emperadores no serán tan malos. Claudio ríe porque astutamente ocultó otra copia de sus escritos y la Sibila lo despide prometiéndole que soñará con una historia distinta y mejor.

## Personajes e intérpretes
| - Claudio - Derek Jacobi - Claudio en su juventud - Ashley Knight - Octavio Augusto - Brian Blessed - Agripa - John Paul - Livia - Siân Phillips - Tiberio - George Baker - Julia - Frances White - Druso, padre de Claudio - Ian Ogilvy - Antonia - Margaret Tyzack - Germánico - David Robb - Agripina la Mayor - Fiona Walker - Sejano - Patrick Stewart - Livila - Patricia Quinn - Calígula - John Hurt - Calígula de niño - Robert Morgan - Mesalina - Sheila White - Nerón - Christopher Biggins - Póstumo - John Castle - Herodes Agripa - James Faulkner - Cástor - Kevin McNally - Macro - John Rhys-Davies - Marcelo - Christopher Guard - Pisón - Stratford Johns - Palas - Bernard Hepton - Narciso - John Cater - Agripina la Menor - Barbara Young - Julia Drusila - Beth Morris - Lucio - Simon MacCorkindale - Lucio en su juventud - Russell Lewis - Vipsania - Sheila Ruskin - Octavia - Angela Morant | - Británico - Graham Seed - Calpurnia - Jo Rowbottom - Casio Querea - Sam Dastor - Trasilo - Kevin Stoney - Cesonia - Freda Dowie - Voz de La Sibila - Freda Dowie - Plancina - Irene Hamilton - Plaucio - Darien Angadi - Caractato - Peter Bowles - Marco Vinicio - Norman Eshley - Martina - Patsy Byrne - Gemelo - Douglas Melbourne - Elena (el personaje histórico es Julia Drusa) - Karin Foley - Cayo - Earl Rhodes - Druso, hijo de Germánico - Richard Hunter - Octavia, hija de Claudio - Cheryl Johnson - Lolia - Isabel Dean - Elia, hermana de Sejano y segunda esposa de Claudio - Liane Aukin - Domicia Lépida, madre de Mesalina - Moira Redmond - Grato - Bernard Hill - Domicio - Esmond Knight - Asinio Polio - Donald Eccles - Guérsom - George Pravda - Quintilio Varo - Aubury Richards - Apio Silano - Lyndon Brook - Tito Livio, el historiador - Denis Carey - Praxis - Alan Thompson |

## Doblajes de la serie en España e Hispanoamérica
Esta serie fue doblada al castellano en México (en los Estudios CINSA de Ciudad de México) para su emisión en Hispanoamérica y en España (en los Estudios Tecnison de Madrid) para su emisión local y el equipo artístico de doblaje estuvo integrado por los siguientes actores de voz:
| Personaje                                   | Actor original (Reino Unido) | Actor de doblaje (Español-España, doblaje original) | Actor de doblaje (Español-España, redoblaje) | Actor de doblaje (Hispanoamérica-México)                             |
| ------------------------------------------- | ---------------------------- | --------------------------------------------------- | -------------------------------------------- | -------------------------------------------------------------------- |
| Claudio                                     | Derek Jacobi                 | Teófilo Martínez                                    | Teófilo Martínez                             | Claudio Brook                                                        |
| Claudio en su juventud                      | Ashley Knight                | Antonio Martín                                      | Juan Antonio Castro                          | Jorge Sánchez Fogarty                                                |
| Octavio Augusto                             | Brian Blessed                | Ángel María Baltanás                                | Claudio Rodríguez                            | Juan Domingo Méndez                                                  |
| Agripa                                      | John Paul                    |                                                     | Félix Acaso                                  | Víctor Guajardo                                                      |
| Livia                                       | Siân Phillips                | Lola Cervantes                                      | Lola Cervantes                               | Yolanda Mérida                                                       |
| Tiberio                                     | George Baker                 | Carlos Revilla                                      | Paco Hernández                               | Eduardo Liñán Armando Coria Sr. (un episodio)                        |
| Julia                                       | Frances White                | Lola Herrera                                        | María Del Puy                                | Liza Willert Rocío Garcel (un episodio) Guadalupe Noel (un episodio) |
| Druso, padre de Claudio                     | Ian Ogilvy                   |                                                     | Roberto Martín                               | Manuel de la Llata                                                   |
| Antonia                                     | Margaret Tyzack              | Mari Ángeles Herranz                                | María Romero                                 |                                                                      |
| Germánico                                   | David Robb                   |                                                     | José Antonio Ceinos                          |                                                                      |
| Agripina la Mayor                           | Fiona Walker                 |                                                     | Lucía Esteban                                |                                                                      |
| Sejano                                      | Patrick Stewart              |                                                     | Juan Antonio Gálvez                          |                                                                      |
| Livila                                      | Patricia Quinn               |                                                     | María Antonia Rodríguez                      | Rocío Garcel                                                         |
| Calígula                                    | John Hurt                    | Manuel Cano                                         | Manuel Cano                                  |                                                                      |
| Calígula en su niñez                        | Robert Morgan                |                                                     |                                              |                                                                      |
| Mesalina                                    | Sheila White                 |                                                     | Pilar Santigosa                              |                                                                      |
| Nerón                                       | Christopher Biggins          |                                                     | Juan Logar                                   |                                                                      |
| Póstumo                                     | John Castle                  |                                                     | Fernando Acaso                               | José Lavat                                                           |
| Herodes Agripa                              | James Faulkner               |                                                     | Juan Lombardero                              | Armando Coria Sr.                                                    |
| Cástor                                      | Kevin McNally                |                                                     | Ignacio Campos                               |                                                                      |
| Macro                                       | John Rhys-Davies             |                                                     | Arturo López                                 |                                                                      |
| Marcelo                                     | Christopher Guard            |                                                     | José Luis Gil                                | Manuel de la Llata                                                   |
| Pisón                                       | Stratford Johns              |                                                     | Félix Acaso                                  |                                                                      |
| Palas                                       | Bernard Hepton               |                                                     | José Ángel Juanes                            |                                                                      |
| Narciso                                     | John Cater                   |                                                     | Juan Perucho                                 |                                                                      |
| Agripina la Menor                           | Barbara Young                |                                                     | Conchita Núñez                               |                                                                      |
| Julia Drusila                               | Beth Morris                  |                                                     | Gloria Cámara                                |                                                                      |
| Lucio                                       | Simon MacCorkindale          |                                                     |                                              | José Lavat                                                           |
| Lucio en su juventud                        | Russell Lewis                |                                                     | Salvador Aldeguer                            | Eduardo Tejedo                                                       |
| Vipsania                                    | Sheila Ruskin                |                                                     | Laura Palacios                               | Alma Nuri                                                            |
| Octavia                                     | Angela Morant                |                                                     | Lucía Esteban                                | Queta Lavat                                                          |
| Británico                                   | Graham Seed                  |                                                     | Carlos Del Pino                              |                                                                      |
| Calpurnia                                   | Jo Rowbottom                 |                                                     |                                              |                                                                      |
| Casio Querea                                | Sam Dastor                   |                                                     | Damián Velasco                               |                                                                      |
| Trasilo                                     | Kevin Stoney                 |                                                     | Francisco Arenzana                           | Humberto Valdepeña                                                   |
| Cesonia                                     | Freda Dowie                  |                                                     | Julia Martínez                               | Carmen Donna-Dío                                                     |
| Voz de La Sibila                            | Freda Dowie                  |                                                     | Matilde Conesa                               |                                                                      |
| Plancina                                    | Irene Hamilton               |                                                     | María Luisa Rubio                            |                                                                      |
| Plaucio                                     | Darien Angadi                |                                                     | Ángel Egido                                  | Manuel de la Llata                                                   |
| Caractato                                   | Peter Bowles                 |                                                     |                                              |                                                                      |
| Marco Vinicio                               | Norman Eshley                |                                                     |                                              |                                                                      |
| Martina                                     | Patsy Byrne                  |                                                     |                                              |                                                                      |
| Gemelo                                      | Douglas Melbourne            |                                                     |                                              |                                                                      |
| Elena (Julia Drusa)                         | Karin Foley                  |                                                     |                                              |                                                                      |
| Cayo                                        | Earl Rhodes                  |                                                     |                                              | Rocío Garcel                                                         |
| Druso, hijo de Germánico                    | Richard Hunter               |                                                     |                                              |                                                                      |
| Octavia, hija de Claudio                    | Cheryl Johnson               |                                                     |                                              |                                                                      |
| Lolia                                       | Isabel Dean                  |                                                     |                                              |                                                                      |
| Elia                                        | Liane Aukin                  |                                                     | María Jesús Nieto                            |                                                                      |
| Domicia Lépida                              | Moira Redmond                |                                                     | Mercedes Barranco                            | Gloria Rocha                                                         |
| Grato                                       | Bernard Hill                 |                                                     |                                              |                                                                      |
| Domicio                                     | Esmond Knight                |                                                     | Fernando Nogueras                            | Eduardo Alcaraz                                                      |
| Asinio Polio                                | Donald Eccles                |                                                     |                                              | Rubens Medel                                                         |
| Guérsom                                     | George Pravda                |                                                     |                                              |                                                                      |
| Quintilio Varo                              | Aubury Richards              |                                                     |                                              |                                                                      |
| Apio Silano                                 | Lyndon Brook                 |                                                     | Víctor Valverde                              |                                                                      |
| Tito Livio                                  | Denis Carey                  |                                                     |                                              | Álvaro Tarcicio                                                      |
| Praxis                                      | Alan Thompson                |                                                     | Jesús Rodríguez (Rolo)                       | Santiago Gil Eduardo Alcaraz Álvaro Tarcicio                         |
| Mnester                                     | Nicholas Amer                |                                                     | José Antonio Ceinos                          |                                                                      |
| Talo                                        | David Davenport              |                                                     | José Ángel Juanes                            | Rubens Medel                                                         |
| Quinto Justo                                | George Innes                 |                                                     | Julio Sanchidrián                            |                                                                      |
| Asinio Galo                                 | Charles Kay                  |                                                     | Miguel Ayones                                |                                                                      |
| Apicata                                     | Kate Lansbury                |                                                     | Luisa Ezquerra                               |                                                                      |
| Marco Vibio                                 | Manning Wilson               |                                                     | Rafael De Penagos                            |                                                                      |
| Cayo Silio                                  | Stuart Wilson                |                                                     | Pablo Adán                                   |                                                                      |
| Musa                                        | Renu Setua                   |                                                     | Manuel Peiro                                 | Santiago Gil Carlos David Ortigosa                                   |
| Horacio                                     | Norman Shelley               |                                                     | Antonio Fernández Sánchez                    |                                                                      |
| Rufio                                       | Michael Hawkins              |                                                     | Ramón Langa                                  | Rodolfo Vargas                                                       |
| Aristarco                                   | Carleton Hobbs               |                                                     |                                              | Narciso Busquets                                                     |
| Siervo de Livia                             | Sheridan Earl Russell        |                                                     |                                              | José María Iglesias                                                  |
| Sentor                                      | Roy Stewart                  |                                                     |                                              | Claudio Brook                                                        |
| Mensajero                                   | Nicholas Willatt             |                                                     |                                              | Rodolfo Vargas                                                       |
| Bibliotecario                               | John Truscott                |                                                     |                                              | Claudio Brook                                                        |
| Mensajero                                   | Guy Slater                   |                                                     |                                              | Manuel de la Llata                                                   |
| Camila                                      | Carol Gillies                |                                                     |                                              | Gloria Rocha                                                         |
| Fabio                                       | Jonathan Burn                |                                                     |                                              | Álvaro Tarcicio                                                      |
| Montano                                     | James Bree                   |                                                     |                                              | Humberto Valdepeña                                                   |
| Junio                                       | Graham Rowe                  |                                                     |                                              |                                                                      |
| Orador                                      |                              |                                                     | Pedro Sempson                                |                                                                      |
| Guardia pretoriano                          |                              |                                                     | Carlos Ysbert                                |                                                                      |
| Mensajero                                   |                              |                                                     |                                              | Ángel Aragón                                                         |
| Senador                                     |                              |                                                     | Pedro Sempson                                |                                                                      |
| Senador                                     |                              |                                                     | Javier Franquelo                             |                                                                      |
| Senador                                     |                              |                                                     | Fernando Chinarro                            |                                                                      |
| Ingeniero imperial                          |                              |                                                     | Javier Franquelo                             |                                                                      |
| Siervo de Augusto                           |                              |                                                     |                                              | Álvaro Tarcicio                                                      |
| Escultor                                    |                              |                                                     | Antonio Fernández Sánchez                    |                                                                      |
| Sierva de Antonia                           |                              |                                                     | Ana Díaz Plana                               |                                                                      |
| Centurión pretoriano                        |                              |                                                     | Juan Luis Rovira                             |                                                                      |
| Siervo de Claudio                           |                              |                                                     |                                              | Eduardo Alcaraz                                                      |
| Presentación, insertos y créditos iniciales |                              |                                                     |                                              | Narciso Busquets José Lavat                                          |